# 平坝凤仙花
平坝凤仙花（学名：Impatiens ganpiuana）为凤仙花科凤仙花属下的一个种。

## 扩展阅读
- 維基物種上的相關：平坝凤仙花